# Побег (фильм, 1955)
«Побег» (англ. Crashout) — фильм нуар режиссёра Льюиса Р. Фостера, который вышел на экраны в 1955 году.
Фильм рассказывает о побеге из тюрьмы штата Колорадо шестерых заключённых во главе с Вэном Даффом (Уильям Бендикс). В течение нескольких последующих дней все заключённые погибают, а последний из них сдаётся властям.
Фильм относится к категории фильмов нуар о тюремном побеге, в которую также входят такие ленты, как «Грубая сила» (1947), «Кэньон-Сити» (1948), «В стенах тюрьмы Фолсом» (1951), «Под прицелом» (1951), «Чёрный вторник» (1954) и «Дом чисел» (1957).
Указав, что это лишь один из серии фильмов о тюремных побегах, которые вышли на рубеже 1940—1950-х годов, критики одновременно отметили живость и напряжённость картины, хорошие диалоги и отличную актёрскую игру как в главных, так и во второстепенных ролях.

## Сюжет
В тюрьме штата Колорадо большая группа заключённых устраивает бунт с намерением совершить побег. В результате жестокого подавления побега тюремная охрана убивает и хватает 38 беглецов, однако шестерым удаётся вырваться на свободу. Главарём шестёрки сбежавших становится грабитель банков и убийца Вэн Морган Дафф (Уильям Бендикс), который во время побега получил ранение. В группу также входят Джо Куинн (Артур Кеннеди), который сидит за банковскую растрату, трое закоренелых уголовников, получивших пожизненные сроки за убийства — Пит Мендоса (Лютер Адлер), Лютер «Суэни» Ремсен (Уильям Тэлман) и Мейнард «Монк» Коллинз (Джин Эванс), а также совсем молодой Билли Лэнг (Маршалл Томпсон), который совершил убийство по неосторожности. Оторвавшись от преследования, шестёрка скрывается в заброшенной шахте неподалёку от тюрьмы, куда привёл группу Вэн. Беглецам требуется еда, однако Вэн настаивает на том, чтобы просидеть в укрытии хотя бы три дня, пока не будут завершены поиски сбежавших. На следующее утро, видя, что Вэн слабеет на глазах, члены группы обсуждают возможность продолжения побега без него. Тогда Вэн заявляет, что, разделит с ними 180 тысяч долларов, которые он спрятал после своего последнего банковского ограбления, в случае, если они доведут его до места в горах, где спрятана добыча.
В итоге члены группы ради денег решают спасти Вэна. Ночью Джо добирается до закрытой автозаправочной станции. Оттуда он звонит по телефону доктору Луису Барнсу (Перси Хелтон) с просьбой срочно подъехать на станцию, где якобы произошло дорожно-транспортное происшествие. Когда Барнс подъезжает Джо захватывает его и отвозит в шахту, где испуганный доктор проводит Вэну успешную операцию. Уже к утру Вэн чувствует себя достаточно хорошо, чтобы продолжать движение. Перед уходом группы доктора связывают и бросают в пещере, собираясь через сутки позвонить его жене. Однако, не предупредив остальных, Вэн и его ближайший подручный Суэни возвращаются в шахту, и по приказу Вэна Суэни убивает доктора булыжником. Заключённые отправляются в путь на машине Барнса, по дороге услышав по радио сообщение о его смерти, после чего разозлённый Джо едва не выбрасывает Вэна из несущейся машины.
Зная, что машина доктора находится в розыске, шестёрка останавливается у придорожного кафе, чтобы сменить её на другую. Зайдя в кафе, бандиты принуждает напуганных посетителей отдать им деньги и одежду, а на кухне забирают еду. Когда они ещё находятся в кафе, то видят, как к нему подъезжают двое полицейских на мотоциклах. Чтобы заставить всех молчать, заключённые приставляют бутылочные розочки к горлу нескольких посетителей. Когда полицейские входят в кафе, чтобы выпить кока-колы, они ощущают напряжённую тишину, однако никто не решается сказать о нападении. Вскоре после ухода полицейских один из них возвращается за сдачей, которую забыл у бармена. В этот момент Монк выезжает с парковки на угнанной машине. Полицейский пытается остановить его, однако Монк давит полицейского. Когда бандиты бегут в машину Монка, смертельно раненый полицейский производит в их направлении несколько выстрелов, убивая Пита.
Вскоре в поисках сбежавших заключённых полиция выставляет по всему штату блокпосты. Когда бандиты подъезжают к одному из них, они бросают машину и запрыгивают в вагон проходящего поезда. В пассажирском вагоне Билли садится рядом с молодой женщиной (Глория Тэлбот), которая возвращается в свой родной городок. Между ними завязывается непринуждённый разговор, и, почувствовав искренность женщины, Билли решает довериться ей. Выйдя с ней в тамбур, он просит спрятать его на пару дней, и женщина соглашается. Действия Билли вызывают подозрения Вэна. Когда на следующей остановке Билли выходит вместе с женщиной, якобы, чтобы помочь ей донести чемодан, Вэн и остальные следуют за ним. Подловив Билли на заднем дворе станции, Монк бросает ему в спину нож, убивая его.
Оставшиеся заключённые во главе с Вэном продолжают путь через заросший пустырь. На следующий день, когда группа останавливается на привал у небольшого пруда, к ним подбегает щенок, а следом появляются молодая привлекательная Элис Мошер (Беверли Майклз) вместе со своим маленьким сыном Тимми (Кристофер Олсен). Элис не показывает страха, однако сразу же понимает, что перед ней стоят сбежавшие преступники. Ощущая исходящую от них угрозу, она соглашается отвести всех на свою ферму, которая расположена неподалёку, чтобы забрать её грузовик. Добравшись до места, беглецы видят, что у грузовика Элис нет колеса, которое находится на починке в соседнем городке и будет готово только на следующий день. Бандиты заходят в дом, где приказывают матери Элис, миссис Мошер (Адель Сент-Мауер), приготовить им еду. Тем временем на улице Джо спокойно убеждает Элис, что если она им поможет, её семья не пострадает.
На следующее утро Элис и Джо отправляются в город за колесом. Между ними завязывается непринуждённая искренняя беседа, в ходе которой выясняется, что у них много общего, в частности, оба бегут от своей прошлой жизни. Когда они добираются до города, то узнают, что владелец автомастерской Фред Саммерфилд (Адам Уильямс) с настоящий момент отсутствует. Его работник сообщает, что Фред сам вечером привезёт колесо домой к Элис, с которой у него назначено свидание. По пути домой Элис и Джо, увлёкшись разговорами, останавливаются на лугу, и присев в траве, спонтанно целуются. Однако после поцелуя Элис отстраняется от Джо, заявляя, что хочет достойной любви, а не такой, которая была у неё раньше. По возвращении на ферму они видят, что Монк и Суони уже готовы убить друг друга из-за 400 долларов, которые Суони украл у миссис Мошер. Вэн не вмешивается в драку, однако Джо быстро успокаивает мужчин. Вечером Фред привозит колесо, и приглашает Элис сходить в кино. Когда она ссылается на то, что к ней приехал кузен, знакомя Фреда с Джо, владелец мастерской предлагает сходить в кино всем вместе или просто посидеть втроём дома. В этот момент миссис Мошер, которую вместе с Тимми бандиты силой удерживают на втором этаже, зовёт Фреда на помощь. Тогда из укрытия выходит Вэн, который бьёт Фреда, в результате чего тот теряет сознание, и его связывают. Пока остальные устанавливают привезённое колесо, Джо обещает Элис, что они вместе смогут начать новую жизнь после того, как он получит свою долю добычи Вэна. Элис однако отказывается, заявляя, что деньги, как и любовь, могут быть как грязными, так и чистыми, и что грязные деньги не принесут ничего хорошего. Когда грузовик уже готов к отправлению, Монк заходит в дом за едой. В этот момент развязавшийся Фред выходит из-за двери и бросает в него горящую керосиновую лампу. Пламя мгновенно охватывает Монка, и он выбежав на улицу, обгорает насмерть на глазах у своих сообщников.
Вэн, Суони и Джо уезжают на грузовике. Их путь ведёт высоко в горы, где началась снежная метель. Они вынуждены бросить грузовик, который не в состоянии двигаться по занесённой снегом горной дороге. Взяв одеяла, трое преступников вынуждены продолжать путь пешком. Когда, преодолев несколько крутых подъёмов, они наконец приближаются к месту, где спрятана добыча, Вэн незаметно передаёт Суони револьвер, требуя, чтобы тот застрелил Джо. Религиозный Суони, сознание которого помутнело от сурового путешествия, бросает оружие обратно в Вэна, называя его дьяволом, виновным в убийстве всех членов их группы. Когда Суони бросается на Вэна, тот стреляет в него на глазах у Джо. Вскоре после этого Вэн и Джо добирается до места, где спрятан ящик в деньгами. Когда Джо откапывает ящик, Вэн решает застрелить его, однако револьвер даёт осечку. Между Джо и Вэном завязывается драка, в ходе которой Вэн несколько раз бьёт Джо ящиком по голове. Когда Джо теряет сознание, Вэн забирает ящик и, с трудом передвигаясь, уходит в метель. Некоторое время спустя, когда метель успокаивается, Джо приходит в себя. Он поднимается и видит, что в сотне метров от него лежит замерзший насмерть Вэн с ящиком денег. Джо подходит к нему и открывает ящик, однако затем закрывает его и направляется вниз по склону к тому месту, куда уже подъехала полиция.

## В ролях
- Уильям Бендикс — Вэн Морган Дафф
- Артур Кеннеди — Джо Куинн
- Лютер Адлер — Пит Мендоса
- Уильям Тэлман — Лютер Ремсен
- Джин Эванс — Мейнард «Монк» Коллинз
- Маршалл Томпсон — Билли Лэнг
- Беверли Майклз — Элис Мошер
- Глория Тэлбот — девушка в поезде
- Адам Уильямс — Фред Саммерфилд
- Перси Хелтон — доктор Луис Барнс
- Кристофер Олсен — Тимми Мошер
- Адель Сент-Мауер — миссис Мошер
- Эдвард Кларк — кондуктор
- Том Даган — Эд, бармен

## Создатели фильма и исполнители главных ролей
Режиссёр фильма Льюис Р. Фостер более всего известен написанием сценария фильма «Мистер Смит едет в Вашингтон» (1940), который принёс ему «Оскар». Как режиссёр Фостер поставил в период с 1936 по 1958 год 22 полнометражных художественных фильма, среди них «Инкассаторская машина» (1937), «Жестокое обращение» (1949), «Орёл и ястреб» (1950), «Гонконг» (1952) и «Знак Зорро» (1958).
В фильме снялась группа известных актёров, среди них Уильям Бендикс, Артур Кеннеди и Уильям Тэлман. В 1943 году Бендикс был номинирован на «Оскар» за роль второго плана в фильме «Остров Уэйк» (1942), Среди других его наиболее заметных киноработ — фильмы «Спасательная шлюпка» (1944), «Синий георгин» (1946), «Тёмный угол» (1946), «Большой обман» (1949) и «Детективная история» (1951).
Артур Кеннеди пять раз номинировался на «Оскар» за роли в фильмах «Чемпион» (1949), «Блестящая победа» (1951), «Суд» (1955), «Пейтон-Плейс» (1957) и «И подбежали они» (1958).
Уильям Тэллман сыграл в таких фильмах нуар, как «Ограбление инкассаторской машины» (1950), «Рэкет» (1951), «Автостопщик» (1953), «Город, который никогда не спит» (1953) и «Большой дом» (1955), однако более всего известен по роли прокурора Гамильтона Бергера, которую он сыграл в 225 эпизодах телесериала «Перри Мейсон».

## История создания фильма
Продюсерская компания Filmakers Releasing Organization 19 июля 1954 года разместила в «Голливуд репортер» объявление о скором начале производства картины, запрашивая предложения от заинтересованных кинотеатров на прокат законченного фильма. В объявлении также сообщалось, что Роберт Штраусс будет одной из звёзд, и что Фред Фрейбергер написал сценарий совместно с Льюисом Р. Фостером и продюсером Хэлом Е. Честером. Степень участия Фрейбергера в законченном фильме не известна, а Штраусс в фильме так и не появился.
В информации «Голливуд репортер» от 4 августа 1954 года говорилось о том, что «новые правила требовали от кинопроизводителей не показывать сцены побега из тюрьмы слишком подробно». И хотя в фильме есть некоторые небольшие эпизоды побега, тем не менее фактически он начинается «за пределами тюремных сцен» сразу после того, как заключённые сбежали.
По информации «Голливуд репортер», часть картины снималась на натуре на киноранчо Айверсонов (англ. Iverson Ranch) в Четсворте (англ. Chatsworth) недалеко от Лос-Анджелеса.
Вступительные титры фильма показаны на фоне эпизода тюремного бунта и побега из тюрьмы. Имена шестерых главных актёров показаны на фоне сцены того, как они бегут к своему убежищу.

## Оценка фильма критикой

### Общая оценка фильма
Как отметил после выхода картины кинокритик «Нью-Йорк таймс» Говард Томпсон, «тема заключённых в бегах — одна из любимых постоянных тем в резерве Голливуда». По его словам, «внешне „Побег“ напоминает десятки других фильмов» на ту же тему и потому не особенно значим, однако с другой стороны достоин внимания. Как пишет Томпсон, «сюжет естественно содержит немного неожиданностей, а сбежавшие заключённые, как обычно, очень разные. Их путь к закопанной добыче предсказуемо сопровождается кровью и обманами, случайными трупами гражданских лиц и даже одной романтической интерлюдией. А правосудие никогда не выглядело более абсурдно, чем в сопровождающейся вихрем кульминации на вершине горы». Картинка с бурей может показаться знакомой, а затянутость лишает картину реального, устойчивого эмоционального возбуждения, но «превосходная актёрская игра, в целом чёткий диалог и тревожная постановка обеспечивают определённую достоверную напряженность, в частности, в пугающей сцене захвата придорожного заведения». По мнению Томпсона, «Побег» «не из тех картин, которые можно отбросить в сторону».
Современный кинокритик Деннис Шварц оценил картину как «крутой фильм о тюремном побеге, один из лучших в своём роде». Как отметил критик, «захватывающая история рассказана чётко, наращивая темп происходящего, хотя в итоге всё приходит к предсказуемому завершению». По словам Шварца, «это прекрасно выполненный малобюджетный фильм нуар, который для своего времени был довольно жестоким». Спенсер Селби назвал картину «живым и жёстким фильмом о шестерых мужчинах, сбежавших из тюрьмы», а Майкл Кини посчитал, что «это довольно стандартный фильм, однако актёрская игра хороша, а сцены экшна доставляют удовлетворение. Тэлман доставляет особенное удовольствие в роли религиозного фанатика, прекрасно владеющего ножом».

### Памятные эпизоды картины
Помимо сцены в придорожном кафе Томпсон отмечает также сцену драки двух заключённых под музыку доносящегося из радио гимна, а также «два самых изобретательных эпизода, которые оказываются наиболее нежными». В первом из них герой Томпсона знакомится в поезде с молодой девушкой, а во втором — «Беверли Майклз практически уступает Кеннеди на своей захваченной ферме».

### Оценка актёрской игры
Высоко оценив актёрскую игру, Томпсон пишет, что «мистер Бендикс, выйдя из своего амплуа „симпатичного балбеса“, создаёт отличный образ главаря с садистскими наклонностями. Он выступает в связке с удивительно талантливым Кеннеди, а также Лютером Адлером, Джином Эвансом, Уильямом Тэлманом и Маршаллом Томпсоном. Добавьте к этому сильный подбор актёров второго плана, каждый из которых ловко справляется со своей работой». Томпсон, в частности, отмечает Глорию Тэлбот, которая «очень хороша» и Беверли Майклз, которая сыграла в этом фильме «свою лучшую роль на сегодняшний день».
По мнению Шварца, «Бендикс абсолютно страшен в роли безжалостного главаря банды, который считает всех лохами, а Беверли Майклз хорошо сыграла роль второго плана, представ в образе матери-одиночки, ферму которой захватили эти монстры. Ей удаётся пробудить в Джо человечность и заложить в его голову надежду, что он может вернуться к нормальной жизни».